# Еммануель Нійонкуру
Еммануель Ньонкуру (англ. Emmanuel Niyonkuru; 20 липня 1962, комуна Рутегама, Бурунді — 1 січня 2017, Бужумбура, Бурунді) — бурундійський політик.

## Біографія
Отримав вищу освіту на факультеті економічних і адміністративних наук в Університеті Бурунді з 1987 по 1981 р. Працював у банківському секторі, з 1992 по 2015 був заступником директора банку Республіки Бурунді (BRB). Був обраний до Сенату Бурунді, що представляє район Мурамвья на термін з 2015 до 2020.
У 2015 був призначений до міністром екології Бурунді.
1 січня 2017, в новорічну ніч, був убитий пострілом у своєму автомобілі в столиці Бурунді Бужумбурі. Вбивство стало першим з 2015 року, коли в Бурунді почались протести після виборів, на яких Президентом країни було втретє переобрано П'єра Нкурунзіза. П'єр Нкурунзіза очолює державу з 2005 року, його висування та обрання суперечили мирній угоді 2006 року, укладеній для припинення тривалої громадянської війни у країні.
Представник поліції повідомив, що жінка, з якою їхав міністр, була арештована. Президент Бурунді П'єр Нкурунзіза заявив, що злочин не залишиться безкарним.